# Дощові ліси південного сходу Нової Гвінеї
Дощові ліси південного сходу Нової Гвінеї (ідентифікатор WWF: AA0120) — австралазійський екорегіон тропічних та субтропічних вологих широколистяних лісів, розташований на південному сході Нової Гвінеї.

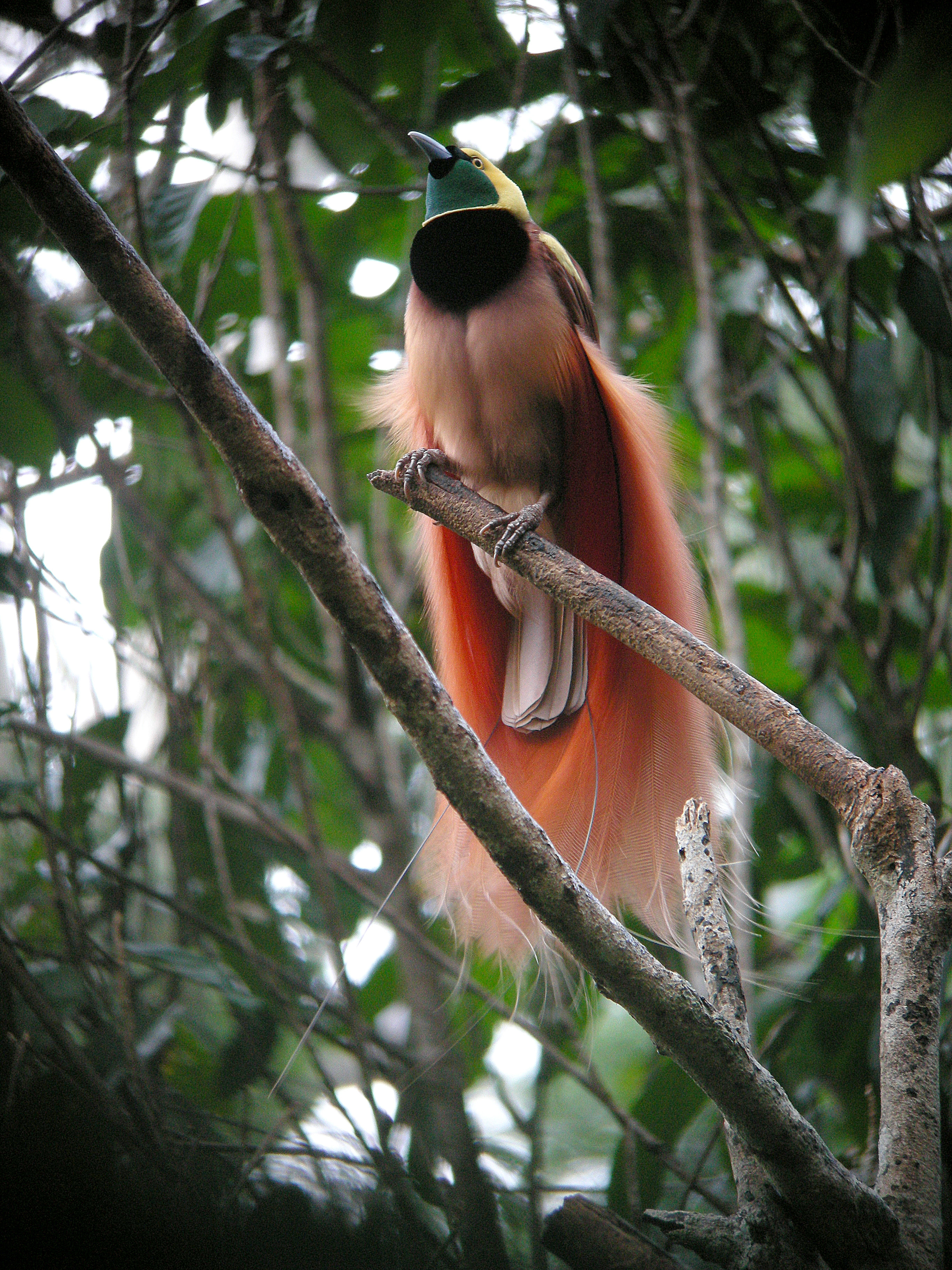
Рудохвостий дивоптах (Paradisaea raggiana)

## Географія
Екорегіон дощових лісів південного сходу Нової Гвінеї охоплює півострів Папуа, розташований на південному сході острова Нова Гвінея, також відомий як півострів Пташиний Хвіст. Більшу частину півострова займає гірський хребет Оуен-Стенлі, який стрімко підіймається над прибережними низовинами. Гори Оуен-Стенлі є східним продовженням Центрального хребта, який простягається вздовж Нової Гвінеї і відділений від гір Папуанського півострова розривом Ватут-Таурі. Найвищою вершиною регіону є гора Вікторія заввишки 4038 м.
З геологічної точки зору основу екорегіону складають метаморфізовані мезозойські грауваки, алевроліти та морські вулканічні породи, перекриті міоценовими інтрузивними породами, пліоценовими морськими та континентальними дрібнозернистими відкладами, а також четвертинними лавами та пірокластичними породами.
З південного заходу Папуанський півострів омивається затокою Папуа, а з північного сходу — Соломоновим морем. В межах екорегіону, на березі затоки Папуа, розташоване місто Порт-Морсбі, столиця Папуа Нової Гвінеї.

## Клімат
На більшій частині екорегіону домінує екваторіальний клімат (Af за класифікацією кліматів Кеппена), а у високогір'ях — високогірний субтропічний клімат (Cfb за класифікацією Кеппена). Середньорічна кількість опадів тут перевищує 2000 мм.

## Флора
Рослинний покрив екорегіону переважно представлений вологими вічнозеленими дощовими лісами, з яких близько 25 % складають гірські дощові ліси. Також в екорегіоні є невеликі ділянки прісноводних заболочених лісів. У прибережних районах поширені зарості казуарин (Casuarina spp.), калофіллумів (Calophyllum spp.), терміналій (Terminalia spp.) та анісоптер (Anisoptera spp.). Субальпійські луки, поширені у високогір'ях Овен-Стенлі, є частиною окремого екорегіону субальпійських луків Центрального хребта.
В низинах Папуанського півострова, на висоті до 1400 м над рівнем моря, поширені низинні дощові ліси, у яких переважають острівні лічі (Pometia pinnata), різні види фікусів (Ficus spp.), терміналій (Terminalia spp.), мускатників (Myristica spp.), каркасів (Celtis spp.) та горсфельдій (Horsfieldia spp.). Низинні алювіальні ліси, поширені в долинах річок, характеризуються нерівним, багатоярусним лісовим наметом, над яким підіймається багато поодиноких емерджентних дерев. В їх підліску поширені чагарники, трави, папороті та пальми, а дерева вкривають численні ліани та епіфіти.
Ліси, що ростуть на пагорбах у низинах регіону, характеризуються більш низьким і густим лісовим наметом, ніж алювіальні ліси. Чагарниковий ярус в цих лісах більш відкритий та містить менше пальм, а трав'яний ярус більш щільний. У пагорбових лісах екорегіону поширені острівні лічі (Pometia pinnata), різні види канаріумів (Canarium spp.), анісоптер (Anisoptera spp.), криптокарій (Cryptocarya spp.), терміналій (Terminalia spp.), сизигіумів (Syzygium spp.), фікусів (Ficus spp.), каркасів (Celtis spp.), смердючих дерев (Dysoxylum spp.) та бухананій (Buchanania spp.). Подекуди в них також зустрічаються великоцвіті компасії (Koompassia grandiflora) та папуанські евкаліптовики (Eucalyptopsis papuana), а також різні види ділленій (Dillenia spp.), ватік (Vatica spp.) та хопей (Hopea spp.). На деяких пагорбах зустрічаються густі гаї папуанських араукарій (Araucaria cunninghamii var. papuana).
У гірських дощових лісах, поширених в горах Овен-Стенлі, лісовий намет розташований на нижчій висоті, ніж у низинних лісах, однак щільність дерев і кущів є вищою. Основу гірських дощових лісів екорегіону складають новогвінейські кастанопсиси (Castanopsis acuminatissima) та різні види літокарпусів (Lithocarpus spp.) з родини Букові (Fagaceae), а також різноманітні представники родин Елеокарпові (Elaeocarpaceae) та Лаврові (Lauraceae). Подекуди у лісах зустрічаються густі насадження папуанських араукарій (Araucaria cunninghamii var. papuana), які можуть досягати до 70 м заввишки. На середніх і великих висотах регіону поширені гірські хмарні ліси, у яких переважають різні види нотофагусів або південних буків (Nothofagus spp.).
Загалом флора екорегіону характеризується високим різноманіттям та рівнем ендемізму. Тут розташовані сім центрів рослинного різноманіття, деякі з яких є спільними з екорегіоном субальпійських луків Центрального хребта.

## Фауна
В межах екорегіону зустрічається 138 видів ссавців — передусім сумчастих, дрібних гризунів та рукокрилих. Серед поширених в регіоні ссавців слід відзначити прудкого валлабі (Notamacropus agilis), плямистого кускуса (Spilocuscus maculatus), наземного кускуса (Phalanger gymnotis), смугастого поссума (Dactylopsila trivirgata), пір'їнохвостого поссума (Distoechurus pennatus), низинного кільчастохвостого поссума (Pseudochirulus canescens), цукрову сумчасту летягу (Petaurus breviceps), новогвінейського квола (Dasyurus albopunctatus), довгохвосту сумчасту куницю (Murexia longicaudata), рудощоку сумчасту мишу (Sminthopsis virginiae), звичайного колючого бандикута (Echymipera kalubu), довгоносого колючого бандикута (Echymipera rufescens), північного бурого бандикута (Isoodon macrourus), велетенського білохвостого щура (Uromys caudimaculatus), золоточеревого боброщура (Hydromys chrysogaster), малого меланезійського довгокрила (Miniopterus macrocneme), великого крилана (Pteropus neohibernicus) та австралійську єхидну (Tachyglossus aculeatus). 
Ендеміками екорегіону є деревні кенгуру Доріа (Dendrolagus dorianus), лісові валлабі Маклея (Dorcopsulus macleayi), барвисті кільчастохвості поссуми (Pseudochirops forbesi), широкосмугі сумчасті куниці (Murexia rothschildi), сумчасті куниці Тейта (Myoictis wavicus), папуанські бандикути (Microperoryctes papuensis), велетенські бандикути (Peroryctes broadbenti), пацюки Ван Дьюсена (Rattus vandeuseni), мозаїкохвості щури Грессітта (Paramelomys gressitti), широкоголові деревні миші (Chiruromys lamia), малі лептомиші (Leptomys paulus), смагляві коккомиші (Coccymys kirrhos), моховинки Германа (Pseudohydromys germani), моховинки Бішопа (Pseudohydromys berniceae), нетопирі Вотса (Pipistrellus wattsi), малі озімопси (Ozimops loriae), папуанські отомопси (Otomops papuensis) та новогвінейські великовухи (Pharotis imogene).
Серед майже ендемічних представників екорегіону, які також зустрічаються в горах Центрального хребта та в інших горах Нової Гвінеї, слід відзначити двосмугого деревного кенгуру (Dendrolagus goodfellowi), сірого лісового валлабі (Dorcopsis luctuosa), малого лісового валлабі (Dorcopsulus vanheurni), гірського кускуса (Phalanger carmelitae), шовковистого кускуса (Phalanger sericeus), довгопалого кускуса (Dactylopsila palpator), східного кускуса (Phalanger intercastellanus), довгохвостого поссума (Cercartetus caudatus), золотистого кільчастохвостого поссума (Pseudochirops corinnae), мідного кільчастохвостого поссума (Pseudochirops cupreus), новогвінейську сумчасту мишу (Planigale novaeguineae), смугастого бандикута (Microperoryctes longicauda), бандикута Раффрея (Peroryctes raffrayana), східнопапуанського пацюка (Rattus mordax), східного біловухого велетенського щура (Hyomys goliath), гірського мозаїкохвостого щура (Paramelomys rubex), довгоносого мозаїкохвостого щура (Paramelomys levipes), мозаїкохвостого щура Монктона (Paramelomys moncktoni), східного дрібнозубого щура (Macruromys major), волохатого щура Де Віса (Mallomys aroaensis), південну землерийкомишу (Microhydromys argenteus), велику лептомишу (Leptomys elegans), велику деревну мишу (Chiruromys forbesi), папуанського гірського нетопиря (Pipistrellus collinus), гірського трубконосого крилана (Nyctimene certans) та папуанську проєхидну (Zaglossus bartoni).
Орнітофауна екорегіону нараховує 510 видів птахів, серед яких слід відзначити нелітаючого шоломного казуара (Casuarius casuarius), найбільшого птаха Австралазії, а також малого казуара (Casuarius bennetti), сірощокого великонога (Aepypodius arfakianus), південного коронача (Goura scheepmakeri), білогорлого тілопо (Ptilinopus pulchellus), білоголового коеля (Cacomantis leucolophus), гірського еготело (Aegotheles albertisi), молуцького орла (Aquila gurneyi), новогвінейську гарпію (Harpyopsis novaeguineae), чорнокрилого яструба (Accipiter melanochlamys), папуанського луня (Circus spilothorax), папуанську сову (Uroglaux dimorpha), новогвінейську сову-голконога (Ninox theomacha), папуанського калао (Rhyticeros plicatus), товстодзьобого альціона (Dacelo rex), білодзьобу кукабару (Dacelo gaudichaud), орлиноголового папугу (Psittrichas fulgidus), червоноволого папужку-пігмея (Micropsitta bruijnii), вогнистого лорікета (Charmosynopsis pulchella), великого лорі-гуа (Neopsittacus musschenbroekii), золотолобу товстодзьобку (Pachycare flavogriseum), папуанського кущовика (Aethomyias papuensis), вохристощокого кущовика (Aethomyias perspicillatus), сапфірового шперкаря (Ptilorrhoa geislerorum), плямистокрилого шперкаря (Ptilorrhoa leucosticta), жовтощокого ягодоїда (Oreocharis arfaki), жовтобородого свистуна (Aleadryas rufinucha), королівського свистуна (Pachycephala schlegelii), чорного пітогу (Melanorectes nigrescens), чорноволого совкодзьоба (Machaerirhynchus nigripectus), великого ланграйна (Artamus maximus), новогвінейську сорочицю (Cracticus cassicus), гірського біловуха (Peltops montanus), чорночеревого шикачика (Edolisoma montanum), товстодзьобого шикачика (Coracina caeruleogrisea), сірочереву віялохвістку (Rhipidura albolimbata), чорного монарха (Symposiachrus axillaris), чорнокрилого монарха (Monarcha frater), новогвінейську скунду (Grallina bruijnii), малого чорняка (Melampitta lugubris), вогнисту лорію (Cnemophilus macgregorii), чорну лорію (Cnemophilus loriae), віялохвостого фруктоїда (Melanocharis versteri), жовточеревого фруктоїда (Melanocharis longicauda), новогвінейського окулярника (Zosterops novaeguineae), темнолобого окулярника (Zosterops chrysolaemus), золотоволого міно (Mino anais) та синьощокого папужника (Erythrura trichroa).
Характерними представниками орнітофауни екорегіону є чорноволі корольці (Plesiodryas albonotata), попелясті корольці (Heteromyias albispecularis), білокрилі корольці-чернеці (Peneothello sigillata), папуанські кракори (Drymodes beccarii) та малі чиркачі (Amalocichla incerta) з родини тоутоваєвих (Petroicidae), вохристі медолюби (Xanthotis flaviventer), плямистоволі медолюби (Microptilotis mimikae), білоплямові медолюби (Microptilotis albonotatus), довгодзьобі медолизи (Melilestes megarhynchus), сивоспинні медвянці (Melidectes ochromelas) та рудоспинні смужники (Ptiloprora guisei) з родини медолюбових (Meliphagidae), рудохвості дивоптахи (Paradisaea raggiana), блакитні дивоптахи (Paradisaea rudolphi), золотоспинні дивоптахи-білозори (Cicinnurus magnificus), східні оздобники (Ptiloris intercedens), східні паротії (Parotia lawesii) та принцесові астрапії (Astrapia stephaniae) з родини дивоптахових (Paradisaeidae), а також білогорлі нявкуни (Ailuroedus buccoides), чорнощокі нявкуни (Ailuroedus melanotis), сіроголові ойсеї (Chlamydera cerviniventris) та золоточубі садороби (Amblyornis macgregoriae) з родини наметникових (Ptilonorhynchidae). Ці птахи є представниками ендемічних для Австралазії родин, найбільше різноманіття яких спостерігається на Новій Гвінеї. Тоутоваєві — це дрібні комахоїдні птахи, подібні до мухоловок Старого Світу, а медолюби — це переважно дрібні птахи, що живляться нектаром, подібно до американських колібрі та африканських і азійських нектарок. Представники родини дивоптахових, також відомі як "райські птахи", вирізняються яскравим й химерним оперенням, а представники родини наметникових — дуже складною та цікавою шлюбною поведінкою, при якій самці будують своєрідні "намети", прикрашаючи їх та приваблюючи таким чином самиць. Також в лісах півострова Папуа мешкають іфрити (Ifrita kowaldi) та темноголові пітогу (Pitohui dichrous) — отруйні птахи, які накопичують батрахотоксини у своєму оперенні та в шкірі, отримуючи їх з їжею. Ендеміками екорегіону є руді альціони-галатеї (Tanysiptera danae), короткочубі садороби (Amblyornis subalaris), східні медолюби (Microptilotis cinereifrons), короткокрилі оздобники (Lophorina minor), рогаті паротії (Parotia helenae) та сіроголові мунії (Lonchura caniceps).
Герпетофауна екорегіону також включає низку ендемічних видів, зокрема кривопалого гекона Буленджера (Cyrtodactylus loriae), лісового сцинка Кертіса (Lygisaurus curtus), лісового сцинка Лоріа (Sphenomorphus loriae), чорносмугого лісового сцинка (Sphenomorphus nigrolineatus) та зміїношию черепаху Прітчарда (Chelodina pritchardi). Ендеміками екорегіону також є птахокрилки королеви Олександри (Ornithoptera alexandrae), найбільші метелики світу з розмахом крил 25-28 см, які перебувають під загрозою зникнення.

## Збереження
Близько 80 % території екорегіону є відносно незайманими. Основними загрозами для збереження природи регіону є вирубка лісів, видобуток корисних копалин та традиційне ведення сільського господарства, яке включає підсічно-вогневе землеробство.
Оцінка 2017 року показала, що 830 км², або 1 % екорегіону, є заповідними територіями. Природоохоронні території включають: Національний парк Варірата, Національний парк Мак-Адам та Природний заповідник гори Сусу.